# Reisserita luteopterella
Reisserita luteopterella är en fjärilsart som beskrevs av Petersen 1957. Reisserita luteopterella ingår i släktet Reisserita och familjen äkta malar.
Artens utbredningsområde är Marocko. Inga underarter finns listade.